# 涙の渡り鳥
『涙の渡り鳥』（なみだのわたりどり）は、1933年（昭和8年）2月15日公開の野村芳亭監督の松竹映画であり、小林千代子の歌った同名の主題歌である。

## キャスト
- 坪内美子
- 竹内良一
- 沢蘭子
- 水久保澄子
- 岡譲二
- 武田春郎

## スタッフ
- 監督：野村芳亭
- 原作・脚本：伊藤冴
- 撮影：長井信一

## 主題歌
- 「涙の渡り鳥」（歌：小林千代子、作詞：西條八十、作曲：佐々木俊一）